# ماریا شیمیونوف
ماریا شیمیونوف (انگلیسی: Maria Siemionow؛ زادهٔ ۳ مهٔ ۱۹۵۰در کروتوشین، لهستان) جراح پیوند و دانشمند لهستانی است. او به دلیل رهبری تیمی متشکل از هشت جراح در انجام اولین پیوند تقریباً کامل صورت در ایالات متحده در کلینیک کلیولند در سال ۲۰۰۸ شناخته می‌شود. این عمل که ۲۲ ساعت به طول انجامید، بر روی کانی کالپ، زن ۴۵ ساله اهل اوهایو که در سال ۲۰۰۴ بر اثر شلیک گلوله از فاصله نزدیک دچار نقص شدید صورت شده بود، انجام شد.
سیمیونوف تا سال ۲۰۱۴ در کلیولند فعالیت می‌کرد تا اینکه به عنوان استاد ارتوپدی و مدیر تحقیقات میکروجراحی در دانشگاه ایلینوی در شیکاگو منصوب شد و تا امروز در این سمت مشغول به کار است. او به عنوان یکی از پیشگامان جهانی در زمینه بهبود بازسازی اعصاب و توسعه روش‌های سرکوب حداقلی سیستم ایمنی پس از پیوند شناخته می‌شود.

## تحصیلات
سیمیونوف که در سال ۱۹۵۰ در کروتوشین لهستان متولد شد، مدرک پزشکی خود را در سال ۱۹۷۴ از آکادمی پزشکی پوزنان دریافت کرد و دوره رزیدنتی ارتوپدی را در همان شهر به پایان رساند. او در سال ۱۹۸۵ دکترای میکروجراحی و در سال ۱۹۹۲ درجه «هابیلیتاسیون» در علوم پزشکی را از همین مؤسسه کسب کرد. در سال ۲۰۰۷، لخ کاچینسکی، رئیس‌جمهور لهستان، عنوان پروفسور را به او اعطا کرد. تخصص‌های او شامل میکروجراحی، جراحی دست، جراحی اعصاب محیطی، پیوند و تحقیقات میکروجراحی است.

## حرفه پزشکی
دکتر سیمیونوف در سال ۱۹۹۰ به عنوان استاد مشاور جراحی در دانشگاه یوتا فعالیت می‌کرد. در سال ۱۹۹۵ به عنوان مدیر تحقیقات جراحی پلاستیک و رئیس آموزش میکروجراحی در بخش جراحی پلاستیک کلینیک کلیولند منصوب شد و تا سال ۲۰۱۳ در این سمت خدمت کرد. در سال ۲۰۰۵ به عنوان استاد جراحی در دانشکده پزشکی لرنر کلینیک کلیولند وابسته به دانشگاه کیس وسترن رزرو منصوب شد.
در سال ۲۰۰۳، سیمیونوف اولین پیوند صورت را روی موش‌ها با موفقیت انجام داد که راه را برای اولین پیوند صورت انسانی در ایالات متحده در سال ۲۰۰۸ هموار کرد. در همان سال، او به عنوان استاد جراحی در دانشگاه علوم پزشکی کارول مارچینکوفسکی در پوزنان لهستان منصوب شد. او رئیس انجمن آمریکایی پیوند ترمیمی است و سابقه ریاست انجمن بین‌المللی پیوند دست و بافت مرکب و انجمن آمریکایی اعصاب محیطی را دارد. همچنین عضو کنسرسیوم بازیابی جنگجویان است که تیمی متشکل از دانشگاه و صنعت برای توسعه درمان‌های جدید برای سربازان مجروح فعالیت می‌کند

## جوایز و افتخارات
سیمیونوف نشان صلیب فرماندهی شایستگی جمهوری لهستان را برای مشارکت در توسعه میکروجراحی و پزشکی پیوند دریافت کرده است. او دو بار در سال‌های ۲۰۰۴ و ۲۰۰۷ جایزه جیمز بارت براون برای بهترین مقاله در مجله جراحی پلاستیک را دریافت کرد. همچنین در سال ۲۰۰۱ جایزه فولکرت بلزیر در پیوند را برای کار بر روی پیوند و تحمل ایمنی در ششمین کنگره انجمن بین‌المللی اشتراک اعضا به دست آورد. از دیگر افتخارات او می‌توان به، جایزه تحقیقاتی لرنر کلینیک کلیولند برای تعالی در تحقیقات پیوند (۲۰۰۹)، نشان شایستگی لهستان (۲۰۰۹)، صلیب فرماندهی احیای لهستان از رئیس‌جمهور لهستان (۲۰۰۹)، محقق بالینی سال انجمن جراحان پلاستیک آمریکا (۲۰۱۰)، جایزه دستاورد برجسته در تحقیقات بالینی از بنیاد آموزشی جراحی پلاستیک (۲۰۱۰)، مدال ساپینتی سات از وزارت آموزش لهستان (۲۰۱۲)، جایزه ملی علوم کازیمیر فانک (۲۰۱۳) و دکترای افتخاری از دانشگاه علوم پزشکی پوزنان (۲۰۱۳) اشاره کرد. در مه ۲۰۲۰، نام سیمیونوف در فهرست «قدرت‌های علمی» تایمز قرار گرفت.